# 도카이 기사부로
도카이 기사부로(渡海紀三朗, 1948년 2월 11일 ~ )는 일본의 정치인으로, 자유민주당 소속의 중의원 의원(6선)이다. 지역구는 효고현 제10구이다. 후쿠다 야스오 내각의 문부과학대신, 내각총리대신 보좌관 (교육 재생 담당) 을 지냈으며, 아버지 도카이 모토사부로(渡海紀三朗)는 건설대신, 자치대신을 지냈다.

## 약력
효고현 다카사고시 출신으로, 와세다 대학 이공학부를 졸업하였다. 대학 졸업 후, 닛켄 설계(日建設計) 에 입사해 봉급생활자 생활을 했으며, 고베 종합 운동 공원 유니버시아드 기념 경기장(神戸総合運動公園ユニバー記念競技場) 설계와 그린 스타디움 고베 구상 계획에도 참여하였다. 그 후, 외무 대신 아베 신타로의 비서를 맡았다.
1986년 제33회 중의원 의원 총선거에서 중의원으로 첫 당선돼, 이후 여섯 번 당선되었다. 1993년, 자유민주당을 탈당해 신당 사키가케의 결성에 참여했으며, 당정책 조사회장·당국회 대책 위원장 등을 맡았다. 1996년 제41회 중의원 의원 총선거에서 낙선했으며, 1998년 신당 사키가케 당의 해산에 의해 자유민주당에 복당하였다. 2000년 제42회 중의원 의원 총선거로 다시 중의원 의원이 됐으며, 과학기술 총괄 정무 차관, 문부과학 부대신(副大臣), 중의원 결산 행정 감시위원장, 자유민주당 효고 현 지부 연합회 회장 등의 요직을 지냈다.
2007년 8월 당정조 회장 대리가 되었고, 2007년 9월 후쿠다 야스오 내각에 문부과학대신으로 첫 입각하였다. 2008년 8월, 후쿠다 야스오 내각 개조내각 출범에 따라 퇴임했으나, 내각총리대신 보좌관 (교육 재생 담당) 에 임명되었다. 2008년 자유민주당 총재 선거에서는 후보 이시하라 노부테루의 선거 책임자를 맡았다.

## 같이 보기
- 후쿠다 야스오 내각
- 한일의원연맹